# مويسيس جيل راميريز
مويسيس جيل راميريز (بالإسبانية: Moisés Gil Ramírez)‏ هو سياسي مكسيكي، ولد في 22 مارس 1979 في مدينة مكسيكو في المكسيك. حزبياً، نشط في حزب الثورة الديمقراطية. وقد انتخب عضو مجلس النواب المكسيك.